# Kéktorkú csörgőmadár
A kéktorkú csörgőmadár (Eurystomus gularis) a madarak osztályának szalakótaalakúak (Coraciiformes) rendjébe és a szalakótafélék (Coraciidae) családjába tartozó faj.

## Rendszerezése
A fajt Louis Pierre Vieillot francia ornitológus írta le 1819-ben.

## Alfajai
- Eurystomus gularis gularis (Vieillot, 1819) - Guinea, Sierra Leone, Libéria, Elefántcsontpart, Ghána, Togo, Benin, Nigéria és nyugat-Kamerun
- Eurystomus gularis neglectus (Neumann, 1908) - délkelet-Nigéria, dél-Kamerun, Egyenlítői-Guinea, Gabon, a Közép-afrikai Köztársaság, a Kongói Köztársaság, a Kongói Demokratikus Köztársaság, Uganda és Angola északi része [2]

## Előfordulása
Afrika nyugati és középső részén, Angola, Benin, Elefántcsontpart, Egyenlítői-Guinea, Gabon, Ghána, Guinea, Kamerun, a Közép-afrikai Köztársaság, a Kongói Köztársaság, a Kongói Demokratikus Köztársaság, Libéria, Nigéria, Sierra Leone, Togo és Uganda területén honos. Kóborló madárként előfordul Bissau-Guinea és Mali területén is.
Természetes élőhelyei a szubtrópusi vagy trópusi síkvidéki esőerdők és szavannák, valamint ültetvények és szántóföldek. Állandó, nem vonul faj.

## Megjelenése
Testhossza 25 centiméter, testtömege 82–117 gramm.

## Életmódja
Rovarokkal táplálkozik.

## Természetvédelmi helyzete
Az elterjedési területe rendkívül nagy, egyedszáma viszont csökken, de még nem éri el a kritikus szintet. A Természetvédelmi Világszövetség Vörös listáján nem fenyegetett fajként szerepel.